# Faites comme chez vous!
Faites comme chez vous! (en francés: ¡Siéntete como en casa!) es una serie televisada cómica francesa de 24 episodios de 52 minutos producidos por Rendez-vous y Merlin Producciones y difundida entre el 3 de abril y el 4 de septiembre de 2005 en el canal M6 y redifundida desde septiembre de 2008 en Serie Club. Se trata de la adaptación del programa de éxito español: Aquí no hay quien viva, difundido originalmente en Antena 3.

## Sinopsis
Esta comedia de situación ha sido escrita por diferentes realizadores y trata, de manera burlona y emocionante, de los sucesos cotidianos de una comunidad de finca urbana. Entre la joven pareja Chloé y Mehdi, las viejas chismosas Maryse, Valentine y Solange, las compañeras de piso Babette y Elsa, la familia Costa, la pareja homosexual Rémy y Julien, y el portero Régis, la convivencia no será para nada pacífica.

## Distribución
- Roland Marchisio: Christian Costa, presidente de la comunidad.
- Alicia Alonso: Chloé Grandjean
- Farouk Bermouga: Medhi Salmani
- Jean-Pierre Bernard: Jacques
- Sophie El Tellier: Babette Le Goff
- Élodie Frenck: Elsa Meyer
- Valérie Vogt: Agnès Costa
- Maxime Raoust: Théo Costa
- Marie Espinosa: Morgane Costa
- Charlotte Maury-Sendero: Solange Fouchard
- Gauthier Fourcade: Patrice Fouchard
- Rebecca Faura: Amandine Fouchard
- Geneviève Fontanel: Valentine Berthelot
- Claire Maurier: Maryse Berthelot
- Candide Sanchez: Fred, gestionándolo del vídeo club
- Mattéo Vallon: Rémi Torrelli
- Arnaud Gidoin: Julien Bardot
- Xavier Letourneur: Franckie Bernardy (episodios 17 a 24)
- Élisa Servier: Viviane Bernardy (episodios 17 a 24)
- Benjamin Bellecour: Alex Bernardy (episodios 17 a 24)
- Pierre Perrier: Thomas Bernardy (episodios 17 a 24)
- Didier Becchetti: Régis, portero del inmueble
- Robert Rollis: Bernard, padre de Régis
- Michel Melki: el jefe de obra

## Guionistas
- Tatiana Gousseff / Luc Sonzogni / Sarah Belhassen / Sandrine Senes / Tania Demontaigne / Sophie Pincemaille / Denis Vallado / Patrick Nicolini

## Puesta en escena y dirección artística
- Gil Galliot

## Episodios
1. Bienvenida al infierno - 3 de abril de 2005
2. Escándalo nocturno - 3 de abril de 2005
3. Conexión basuril - 10 de abril de 2005
4. Sexo, mentiras y… una salida del armario - 17 de abril de 2005
5. De los vecinos y de las cunas - 24 de abril de 2005
6. Seguros a todo riesgo - 1 de mayo de 2005
7. Los Invasores - 8 de mayo de 2005
8. Caja rosa - 15 de mayo de 2005
9. El Exorcista - 22 de mayo de 2005
10. Inmueble a la venta - 29 de mayo de 2005
11. Bail va a mo... rir - 5 de junio de 2005
12. Ese conserje - 12 de junio de 2005
13. Una pequeña fiesta entre enemigos - 19 de junio de 2005
14. Ducha fría -  26 de junio de 2005
15. Como anillo al dedo - 3 de julio de 2005
16. El loto, la trufa y el truhan - 10 de julio de 2005
17. Los nuevos vecinos - 17 de julio de 2005
18. Un ascensor llamado deseo - 24 de julio de 2005
19. La verdad sí vendo - 31 de julio de 2005
20. ¡Va a haber deportes! - 7 de agosto de 2005
21. ¿Hay un poli para salvar el inmueble? - 14 de agosto de 2005
22. Todo se vuelve un disparate - 21 de agosto de 2005
23. La fama justifica los medios - 28 de agosto de 2005
24. Que ganen los mejores - 4 de septiembre de 2005

## Premios
- 2005: Mejor serie de access y franja horaria del Festival de la ficción TV de Saint-Tropez[1]